# 김보성 (1966년)
김보성(본명: 허석김보성, 許碩金甫貹, 1966년 6월 27일~)은 대한민국의 방송인, 배우이며 본관은 양천(陽川)이다. 서울특별시 출신으로 일제강점기 말기 시인 설정식의 외손자이다. 본명인 허석이라는 이름으로 활동하다가 김보성(金甫城)이라는 예명으로 활동했고, 후에 본명과 예명을 합친 허석김보성으로 개명했다.

## 학력
- 선일국민학교 졸업
- 불광중학교 졸업
- 대성고등학교 졸업(1985년)
- 신구전문대학 토목학과 전문학사
- 디지털서울문화예술대학교 실버문화경영학과 학사

## 내력
1988년 영화 《그대 원하면》에서 단역으로 출연하며 영화배우로 데뷔했다. 그 이전에는 1987년 연극 《햄릿》에서 단역으로 출연한 바 있다.
어려서부터 복싱, 태권도를 두루 연마해온 타격가이기도 하다. 학창 시절 친구를 구하기 위해 17명에 맞서 싸우다 한쪽 눈을 실명, 시각장애 6급 판정을 받아 병역이 면제되었고, 이런 시각 장애 사실을 숨기고 특전사에 지원했으나 신체 검사에서 시각 장애가 있다는 이유로 떨어졌다는 사실은 방송을 통해 잘 알려진 사실이다.
2016년 12월 10일 장충체육관에서 일본의 곤도 테츠오를 상대로 종합격투기 로드 FC 데뷔전을 치렀다. 대전료 전액을 소아암 환자 수술비로 기부했으며 소아암 환자들에게 가발용 머리카락을 기부하기 위해서 삭발식을 진행했다. 시합에서는 1라운드에 눈 부상에 의한 기권으로 TKO패 했으며 오른쪽 눈 주위의 뼈가 함몰되는 안와골절 부상을 입었지만 시력 보호를 위해 수술을 포기했다.

## 종합격투기 전적
| 프로 종합격투기 전적 | 프로 종합격투기 전적 | 프로 종합격투기 전적 | 프로 종합격투기 전적 | 프로 종합격투기 전적 | 프로 종합격투기 전적 | 프로 종합격투기 전적 | 프로 종합격투기 전적 |
| -------------------- | -------------------- | -------------------- | -------------------- | -------------------- | -------------------- | -------------------- | -------------------- |
| 1 시합               | (T)KO                | 항복                 | 판정                 | 실격                 | 그 밖                | 비김                 | 무효                 |
| 0 승                 | 0                    | 0                    | 0                    | 0                    | 0                    | 0                    | 0                    |
| 1 패                 | 1                    | 0                    | 0                    | 0                    | 0                    | 0                    | 0                    |

| 결과 | 누적 전적 | 경기 일자  | 상대        | 대회        | 방식      | 라운드 | 시간 | 개최 장소       | 비고                          |
| ---- | --------- | ---------- | ----------- | ----------- | --------- | ------ | ---- | --------------- | ----------------------------- |
| 패   | 0-1-0     | 2016.12.10 | 곤도 데츠오 | Road FC 035 | KO (기권) | 1      | 2:35 | 서울 장충체육관 | 메인이벤트 스페셜 웰터급 매치 |

## 출연 작품

### 영화
| 연도   | 제목                                            | 역할                           |
| ------ | ----------------------------------------------- | ------------------------------ |
| 2020년 | 《미스터 주: 사라진 VIP》                       | 볼독 역 (목소리 출연)          |
| 2016년 | 《사랑은 없다》                                 | 동하 역                        |
| 2014년 | 《캡틴 하록》                                   | 야타란 역                      |
| 2011년 | 《영웅: 샐러멘더의 비밀》                       | 장현우 역                      |
| 2004년 | 《클레멘타인》                                  | 수사관 역 (특별출연)           |
| 2003년 | 《최후의 만찬》                                 | 백세주 역                      |
| 2003년 | 《은장도》                                      | 락카페 주인 역(특별출연)       |
| 2002년 | 《보스 상륙 작전》                              | 독사 이선철 역                 |
| 2002년 | 《패밀리》                                      | (특별출연)                     |
| 2002년 | 《울랄라 씨스터즈》                             | 김거만 역                      |
| 2002년 | 《몽중인》                                      | 김의리 역                      |
| 2000년 | 《깡패 수업 3》                                 | 황 보스아들 태수 역 (우정출연) |
| 2000년 | 《아티스트》                                    | (특별출연)                     |
| 1999년 | 《깡패 수업 2》                                 | 태수 역                        |
| 1998년 | 《키스할까요?》                                 | 경희 남 역                     |
| 1998년 | 《투캅스 3》                                    | 이형구 경장 역                 |
| 1997년 | 《일팔일팔》                                    | 명석 역 (특별출연)             |
| 1997년 | 《로켓트는 발사됐다》                           |                                |
| 1997년 | 《파트너》                                      |                                |
| 1996년 | 《고스트 맘마》                                 |                                |
| 1996년 | 《투캅스 2》                                    | 이형구 경장 역                 |
| 1995년 | 《총잡이》                                      | 상수 역                        |
| 1993년 | 《투캅스》                                      | 이형구 순경 역 (특별출연)      |
| 1992년 | 《복수혈전》                                    |                                |
| 1992년 | 《미스터 맘마》                                 | (특별출연)                     |
| 1992년 | 《하얀 전쟁》                                   | 성병조 역                      |
| 1992년 | 《미지의 흰새》                                 | 종수 역                        |
| 1991년 | 《사랑과 죽음의 메아리》                        | 준구 역                        |
| 1991년 | 《팔도 사나이 91》                              |                                |
| 1991년 | 《열 아홉의 절망 끝에 부르는 하나의 사랑 노래》 | 준석 역                        |
| 1991년 | 《토끼를 태운 잠수함》                          | 학주 역                        |
| 1991년 | 《있잖아요 비밀이에요 2》                       | 박준형 역                      |
| 1990년 | 《그래 가끔 하늘을 보자》                       |                                |
| 1989년 | 《행복은 성적순이 아니잖아요》                  | 김봉구 역                      |
| 1988년 | 《그대 원하면》                                 |                                |

### TV 드라마/시트콤
| 연도 | 방송사 | 제목                   | 역할                      | 비고        |
| ---- | ------ | ---------------------- | ------------------------- | ----------- |
| 1990 | KBS1   | 사랑이 꽃피는 나무 2기 | 우선엽                    |             |
| 1992 | KBS1   | TV문예극장 소년의 거리 |                           |             |
| 1993 | SBS    | 열정시대               | 허병만                    | 중도하차    |
| 1993 | MBC    | 폭풍의 계절            |                           |             |
| 1994 | KBS1   | 너의 뺨에 입맞추리     |                           |             |
| 1995 | MBC    | TV시티                 | 서경석                    |             |
| 1995 | SBS    | 모래시계               | 조순경                    |             |
| 1995 | SBS    | LA아리랑               |                           |             |
| 1995 | KBS2   | 서궁                   | 원표                      |             |
| 1998 | MBC    | 내일을 향해 쏴라       | 철희                      |             |
| 1998 | MBC    | 남자 셋 여자 셋        | 구본승의 고교 선배 김보성 | 특별출연    |
| 1999 | SBS    | 카이스트               | 아놀드                    |             |
| 2000 | MBC    | 세친구                 |                           | 목소리 출연 |
| 2001 | SBS    | 수호천사               | 오순동                    |             |
| 2002 | SBS    | 대박가족               |                           | 특별출연    |
| 2002 | MBC    | 연인들                 | 김보성                    | 특별출연    |
| 2005 | MBC    | 달콤한 스파이          | 심형사                    |             |

### 연극
- 1987년 《햄릿》 ... 오즈리크 역(단역)

### 뮤지컬
- 1989년 《아가씨와 건달들》 ... 베니 사우드스트릿 역(남자 조연)

### 라디오 프로그램
- 2013년 《두시 탈출 컬투 쇼 (컬투백일장)》(SBS)
- 2015년 《EBS 책 읽는 라디오 낭독 시리즈》(EBS FM)

### TV 예능/시사교양
- 《K밥스타 - 어머니가 누구니》(SBS)
- 《정의본색》(MBC 에브리원)
- 《렛츠고 시간탐험대 2》(tvN)
- 《스타 패밀리 송》(채널A)
- 《백만장자 게임 마이턴》(tvN)
- 《강심장》(SBS)
- 《해피버스데이》(KBS 2TV)
- 《스타주니어쇼 붕어빵》(SBS)
- 《빅머니》(tvN)
- 《세바퀴》(MBC)
- 《유자식 상팔자》(JTBC)
- 《자기야 백년손님》(SBS)
- 《황금어장 라디오스타》(MBC)
- 《맘마미아》(KBS 2TV)
- 《대국민 토크쇼 안녕하세요》(KBS 2TV)
- 《가족의 품격 풀하우스》(KBS 2TV)
- 《아내가 사라졌다》(MBN)
- 《출발드림팀 시즌 2》(KBS 2TV)
- 《퀴즈쇼 사총사》(KBS 2TV)
- 《도전 1000곡》(SBS)
- 《비타민》(KBS 2TV)
- 《여우의 집사》(MBC)
- 《유재석 김원희의 놀러와》(MBC)
- 《리얼 스포츠 투혼》(KBS 2TV)
- 《TV는 사랑을 싣고》(KBS 1TV)
- 《하하의 19TV 하극상》(MBC 뮤직)
- 《오늘밤만 재워줘》(MBC)
- 《청춘 버라이어티 꽃다발》(MBC)
- 《슈퍼주니어의 선견지명》(MBC 에브리원)
- 《이경규의 복불복 쇼》(MBC 에브리원)
- 《야심만만 시즌 2》(SBS)
- 《여유만만》(KBS 2TV)
- 《좋은 아침》(SBS)
- 《기분 좋은 날》(MBC)
- 《여심탐구》(SBS 플러스)
- 《놀라운 대회 스타킹》(SBS)
- 《탑 기어 코리아 시즌 4》(XTM)
- 《웰컴 투 시월드》(채널A)
- 《박경림의 오! 해피데이》(JTBC)
- 《쇼킹》(채널A)
- 《퍼펙트 싱어 VS》(tvN)
- 《난생처음 여행단》(MBC 에브리원)
- 《그렇게 아빠가 된다》(TV조선)
- 《무한도전》(MBC)
- 《건강보감》(MBC)
- 《해피투게더 시즌 1》(KBS 2TV)
- 《힐링캠프, 기쁘지 아니한가》(SBS)
- 《아이돌 풋살 월드컵》(MBC)
- 《절친 노트 시즌 1》(SBS)
- 《룸메이트》(SBS)
- 《퀴즈탐험 신비의 세계》(KBS 1TV)
- 《미친유럽 예뻐질지도》(JTBC)
- 《코미디빅리그》(tvN)
- 《SNL 코리아 시즌 3》(tvN)
- 《러브 액츄얼리》(SBS 플러스)
- 《명랑히어로》(MBC)
- 《방송국의 시간을 팝니다》(tvN)
- 《음악의 신》(엠넷)
- 《예림이네 만물트럭》(O tvN)
- 《미스터리 음악쇼 복면가왕》(MBC)
- 《뷰티풀 선데이》(SBS)
- 《1 대 100》(KBS 2TV)
- 《진짜 사나이》(MBC)
- 《싱포유》(JTBC)
- 《기분 좋은 밤》(SBS)
- 《전체관람가》(JTBC)
- 《착하게 살자》(JTBC)
- 《산으로 가는 예능 - 정상회담》(E채널)
- 《커버브라더스》(XtvN)
- 《냉장고를 부탁해》(JTBC)
- 《3일간의 사랑》(경인방송)
- 《한끼줍쇼》(JTBC)
- 《어느 별에서 왔니?》(MBN)
- 《인생술집》(tvN)
- 《미운 우리 새끼》(SBS)
- 《아는 형님》(JTBC)
- 《옥탑방의 문제아들》(KBS 2TV)
- 《무엇이든 물어보살》(KBS 조이)
- 《병영체험 진짜사나이》(KBS 1TV)
- 《부라더 시스터》(TV조선)
- 《훈맨정음》(MBN)
- 《보성강림》(SBS 미디어넷)
- 《찰떡콤비》(JTBC)
- 《대한외국인》(MBC 에브리원)
- 《생방송 행복드림 로또 6/45》게스트 895회(MBC)
- 《77억의 사랑》(JTBC)
- 《6.25전쟁 70주년 특집 어느 재외동포의 헌신 - 나는 조국을 위해 싸웠다》(KBS1)
- 《체험 삶의 현장》(KBS1)
- 《보이스트롯》(MBN)
- 《런닝맨》(SBS)
- 《유 퀴즈 온 더 블럭》(tvN)
- 《대한외국인》(MBC 에브리원)
- 《신발 벗고 돌싱포맨》(SBS)

### 광고
- 1998년 현대자동차 아토스 CF
- 1999년 일간스포츠 CF
- 2000년 롯데제과 와일드바디 CF
- 2000년 부광약품 타코나S CF (with 권해효)
- 2001년 오뚜기 힘라면 CF
- 2001년 KT CF
- 2001년 한국존슨 에프킬라
- 2005년 필업 해장수
- 2006년 우체국쇼핑
- 2006년 기아자동차 스포티지 (목소리)
- 2009년 현대해상화재보험 하이카
- 2012년 질병관리본부
- 2013년 위드캐피탈 마우스론
- 2014년 이니스프리 CF 《NEW 닦아쓰는 스킨》(with 이민호)
- 2014년 한게임아스타
- 2014년 팔도 비락식혜 CF 《으리의 김보성》
- 2015년 팔도 비락식혜 CF 《돌아온 김보성의 의리》(with 조희봉, 전중재)
- 2014년 이베이 G9 CF 《으리》
- 2014년 하이트진로 햇복분자
- 2014년 블리자드 엔터테인먼트 하스스톤 CF
- 2014년 네이버 밴드 CF 《스티커와 밴드게임》
- 2014년 씨스타 《Touch My Body》 뮤직비디오 출연
- 2015년 배달의민족 CF
- 2015년 철원농협 《철원오대쌀》 CF
- 2018년 상주곶감
- 2019년 한국야쿠르트 쿠퍼스프리미엄
- 2020년 대한손해보험협회

## 수상 및 후보
| 연도 | 시상식                        | 부문                      | 작품                       | 결과 |
| ---- | ----------------------------- | ------------------------- | -------------------------- | ---- |
| 1990 | 제26회 백상예술대상           | 영화부문 남자 신인연기상  | 행복은 성적순이 아니잖아요 | 수상 |
| 2014 | MTN 방송광고 페스티벌         | 특별상                    | 비락식혜, G마켓            | 수상 |
| 2014 | 2014 올해의 브랜드 대상       | 인물부문 특별상           | 빈칸                       | 수상 |
| 2014 | 제5회 대한민국 대중문화예술상 | 문화체육관광부 장관표창   | 빈칸                       | 수상 |
| 2014 | 제22회 대한민국 문화연예대상  | CF스타상                  | 빈칸                       | 수상 |
| 2014 | 2014 한국광고주대회           | 광고주가 뽑은 좋은 모델상 | 비락식혜, 이니스프리       | 수상 |

## 홍보대사
- 2020년 9월 대한사회복지회 홍보대사 위촉

## 같이 보기
- 현 로드 FC 선수 목록
- 로드 FC 역대 주요 선수 목록
- 로드 FC 기록 목록